# 大衛·帕倫博
大衛·帕倫博（英語：David Palumbo，1982年—），是一位美國插畫家和美術家。

## 生平
帕倫博是科幻文學學者當勞·帕倫博和插畫家茱莉·貝爾之子，有同為美術家的哥哥安東尼和繼兄多瑞安，其父母後來離婚，母親貝爾改嫁插畫家鮑里斯·瓦萊約。帕倫博的繪畫技巧是由母親和繼父傳授，並於2000至2004年間入讀賓夕法尼亞美術學院，與藝術家伯頓·西爾弗曼是同學。
科幻文學學者蓋瑞·威斯伐爾曾於2012年為他撰寫生平介紹，其中他評論指「若繼續在美術界發展，有別於他的繼兄多瑞安·瓦萊約，帕倫博也許能證明有知名的父母並未必會成為一個人的負累。」

## 作品
帕倫博主要繪畫科幻和奇幻類的畫作，包括書籍和雜誌的封面和插圖。帕倫博自2008年起亦成為《重金屬雜誌》的創作者之一，為雜誌的塔羅占卜章節繪圖。他亦曾繪製交換卡片遊戲、漫畫封面、唱片封面、電影海報、廣告和電影前期製作預覽圖，作品曾在《光譜》（Spectrum）、《ImagineFX》和2D藝術家雜誌（2D Artist Magazine）等雜誌上刊登。曾委託他繪圖的還包括漫威漫畫、Tor.com、盧卡斯影業、夜影出版、Pyr和走鵑唱片。帕倫博自2003年起開始在畫廊舉辦個人美術展，作品曾在費城、紐約、芝加哥、倫敦和巴黎展出。2010年，布蘭德工作室出版社（Brand Studio Press）為出版了一本裸體畫作品集。

## 外部連結
- 官方網站
- David Palumbo在国会图书馆管理局的纪录，有1条目录纪录